# پاداش-جریمه
اصطلاح bonus-malus ( لاتین به معنای "خوب-بد) برای بعضی از فعالیت‌های تجاری استفاده می‌شود، که به طور متناوب در طول روند این فعالیت‌ها، پاداش یا جریمه، در موقعیت‌های مختلف اتفاق می‌افتد. مثلاً در مراکز پاسخ تلفنی و شرکت‌های بیمه و پشتیبانی، این اصطلاح، رایج است.